# Mikulin AM-35
O Mikulin AM-35 foi um motor a pistão soviético da década de 1930.
Derivado do AM-34FRN, o AM-35 entrou em produção em 1940 e foi usado nos caças MiG-1 e MiG-3 da Segunda Guerra Mundial bem como no bombardeiro Petlyakov Pe-8. O motor era muito similar ao AM-38F do Ilyushin Il-2, e construído na mesma planta (Kuybyshev, no final de 1941). Tanto que a Mikulin desviou o seu foco do AM-35 que foi descontinuado no período em favor do AM-38F.